# Terakado Seiken

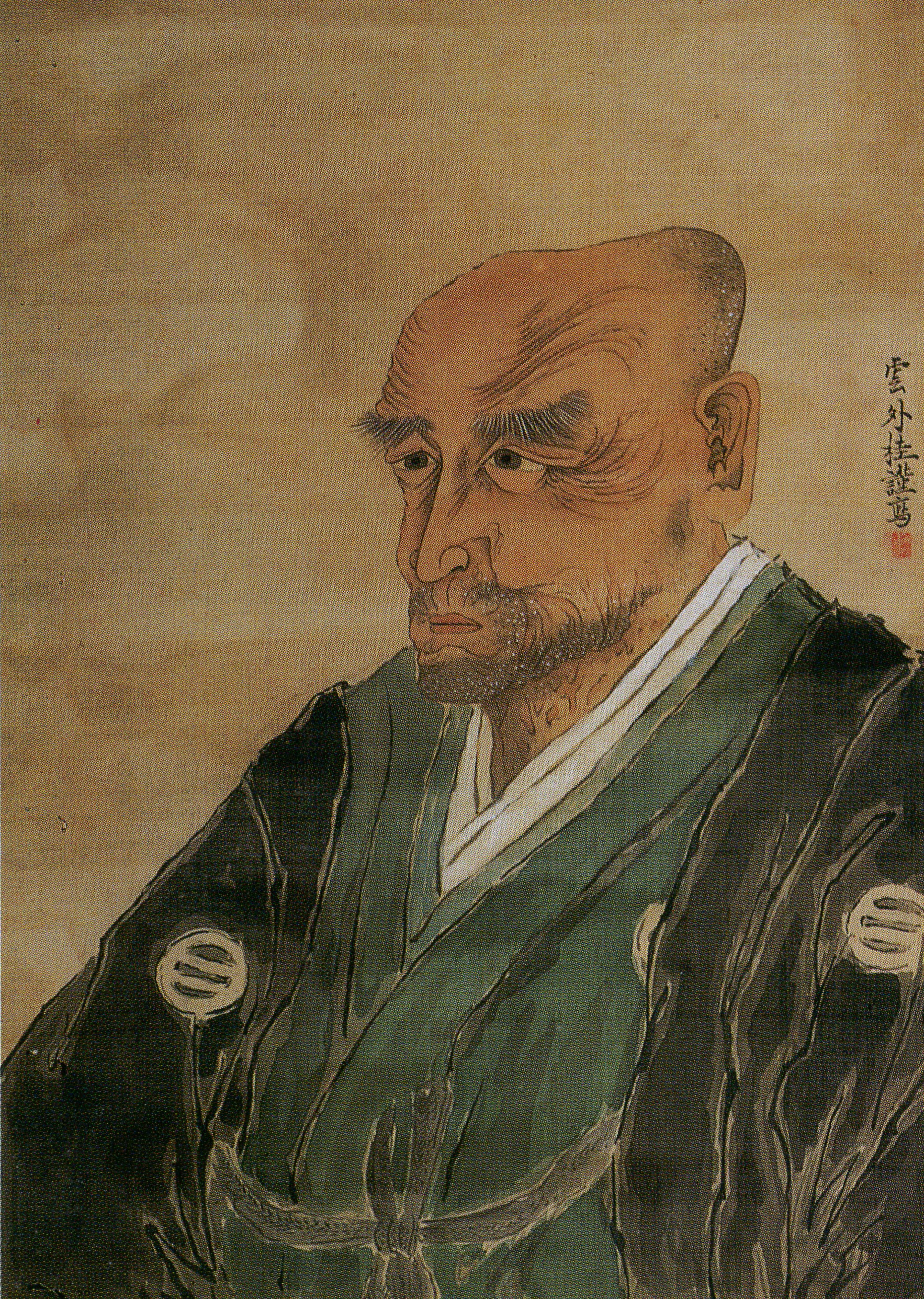
Terakado Seiken

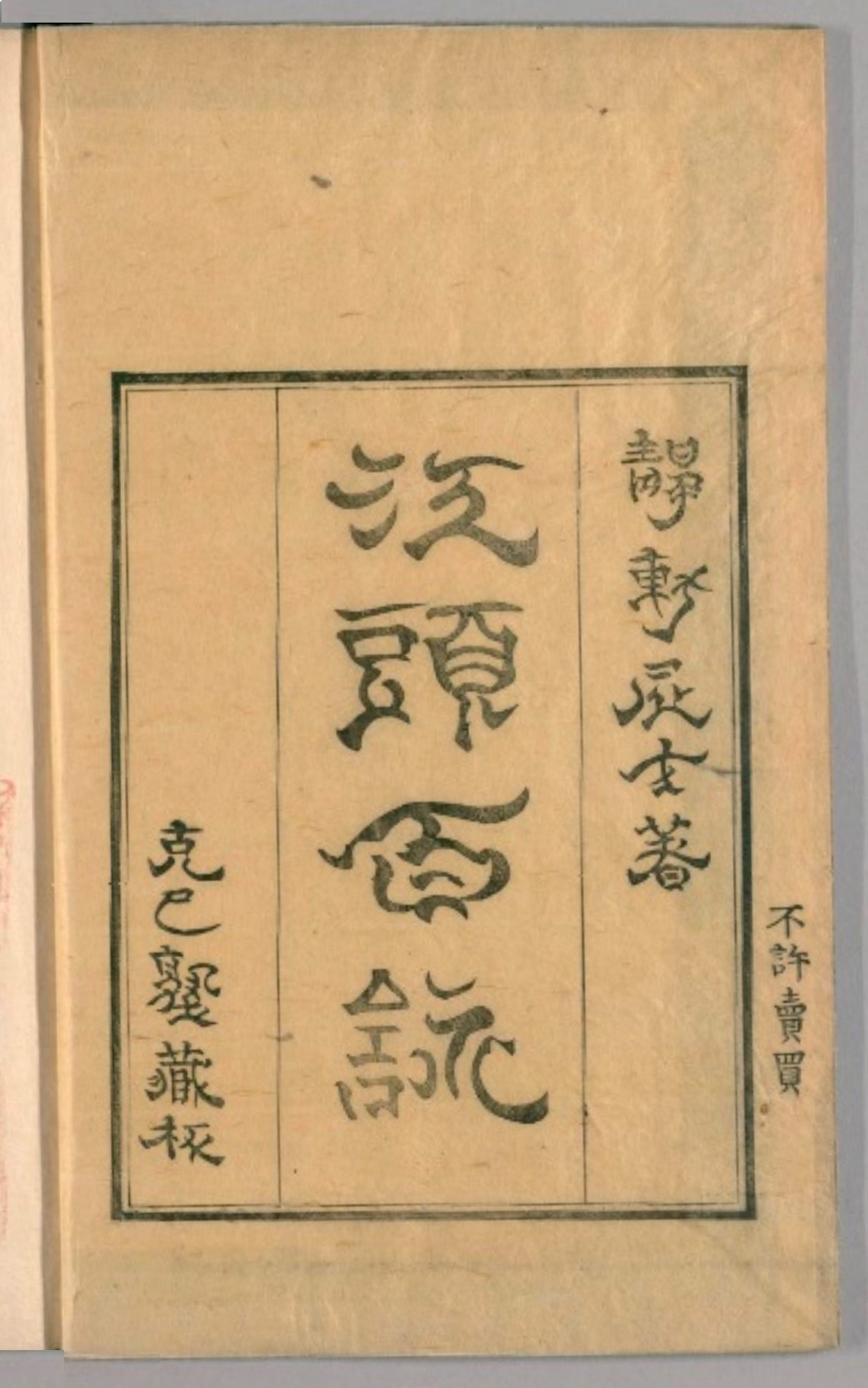
Titelseite 江頭百詠

Terakado Seiken (japanisch 寺門 静軒; geboren 1796 in Edo; gestorben 16. April 1868 in der Provinz Musashi) war ein japanischer Schriftsteller.

## Leben und Wirken
Terakado Seiken war der zweite Sohn von Terakado Yahachirō Katsuharu (寺門 弥八郎 勝春), einem höheren Funktionär im Mito-Klan. Seine Mutter war Katsuharus Konkubine in Edo. 1807, im Alter von 12 Jahren, verlor er seine Mutter, bei der er lebte, und im folgenden Jahr starb sein Vater in Mito, so dass er von seinen Großeltern mütterlicherseits aufgezogen wurde. Er lernte den Konfuzianismus von Yamamoto Kitayamas (山本 北山; 1752–1812) Sohn Rokuin (山本 緑陰), trat in die Ausbildungsstätte Kangakuryō (勧学寮) des Tempels Kan’ei-ji in Ueno (Edo) ein und kam mit buddhistischen Schriften und chinesischer Poesie im Stil der Seirei-Schule (性霊派) in Berührung.
Nach diesen Studien eröffnete Terakado eine Privatschule in der Vorstadt des Tempels Kichijōji (吉祥寺) im Bezirk Komagome von Edo. Er arbeitete, wie der Konfuzianer Ōta Kinjō (大田 錦城; 1765–1825), der in seiner Jugend ebenfalls seinen Weg suchte, wie ein „Edo-Rōnin (江戸浪人) Konfuzianer“, also ein „in Edo heimatloser Konfuzianer“. Als Tokugawa Nariaki 1830 Fürst der Mito-Domäne wurde, begann er diesem als Regierungsbeamter zu dienen, aber er kam damit nicht zurecht. Danach verzichtete er auf Anstellungen und begann, in seinen Gedichten für „nutzlose Menschen“ (無用之人, Muyō no hito) zu werben.
Obwohl es schwer zu sagen ist, ob Terakado in der Lage war, seine eigene Theorie über das Studium des Lebens zu wirklich zu verbreiten, erlangte er doch in der Stadt Edo einen Ruf als literarische Figur. Er hatte zudem viele Verbindungen zur literarischen Welt von Edo, und es gab eine Zeit, in der er Tag und Nacht mit den konfuzianischen Leuten diskutierte, die er dann in seinem repräsentativen Werk „Edo hanjō-ki“ (江戸繁昌記) – „Bericht über das blühende Edo“ (1832 bis 1836) verspottete. Das Buch wurde wiederholt gedruckt und führte zu der Mode, „Bericht über das blühende ...“  im Kanbun-Stil zu verfassen, die bis in die Meiji-Zeit anhielt.
Später zog Terakado von Ort zu Ort in den Regionen Kantō und Echigo. Er starb in der Residenz von Negishi Yūzan (根岸 友山; 1810–1890), einem Schüler von Tatsuyama. Er schrieb viele andere Werke, wie „Taiheishi“ – etwa „Friedenswunsch“ 1834, „Seiken Shishō“ (静軒詩鈔) – „Seiken-Gedichte“ 1838 und „Egashira Hyakuei“ (江頭百詠), eine Text- und Gedichtsammlung, 1850.